# Национальное объединение (Латвия, 1921)
Национальное объединение (латыш. Nacionālā apvienība), до 1925 г. Беспартийный национальный центр (латыш. Bezpartejiskais nacionālais centrs) — политическая партия в межвоенной Латвии. Основана в 1921 г. Лидер — А. Бергс. Издавала газету «Latvis» («Латыш»). На парламентских выборах 1922 г. получила 4 мандата, 1925 г. — 3, 1928 г. — 2 (из 100). Прекратила деятельность после переворота 1934 г.